# Peter Quiding
Peter Quiding, född 21 november 1797 i Ronneby, död 25 oktober 1880 i Stockholm, var en svensk jurist och ämbetsman.
Peter Quiding var son till kommissionslantmätaren och stadsingenjören Anders Quiding. Han studerade först vid Lunds universitet och därefter vid Uppsala universitet, där han avlade hovrättsexamen 1816. Quiding blev auskultant i Svea hovrätt 1817, extra ordinarie kanslist i justitiefördelningen av Kunglig Majestäts kansli 1818 och vice häradshövding 1821. Han tjänstgjorde som kopist i justitiefördelningen 1822 och utnämndes till häradshövding 1823. Efter att ha varit assessor i Hovrätten över Skåne och Blekinge från 1824 blev Quiding tillförordnad revisionssekreterare 1842 och hovrättsråd 1844. År 1847 blev han justitieråd, på vilken post han kvarstod till 1862. Qviding publicerade en mängd artiklar i Christian Naumanns Tidskrift för lagstifting, lagskipning och förvaltning.